# Volodymyr Kobzjar
Volodymyr Kobzjar (ukrajinsky Володимир Кобзяр; 18. ledna 1909 Lvov – 15. srpna 1977 New York), uváděný také jako Volodymyr Kobzar (Володимир Кобзар), byl rusínský fotbalový útočník. Zemřel při dopravní nehodě.
Po druhé světové válce odešel do Spojených států amerických.
V sobotu 15. listopadu 1975 se v New Yorku účastnil oslav 50. výročí od založení SK Rusj Užhorod. Byli zde i jeho bývalí prvoligoví užhorodští spoluhráči Edmund Ivančo a Jurij Choma.

## Hráčská kariéra
V československé lize hrál za Rusj Užhorod v sezoně 1936/37, vstřelil dvě prvoligové branky. Byl autorem prvního gólu Užhorodu v I. čs. lize (30.08.1936), který vstřelil v Užhorodu do sítě SK Náchod (podrobnosti zde).
V anketě sportovního týdeníku Zmah o nejlepšího ukrajinského sportovce v letech 1923–1938, která byla vyhlášena ke konci roku 1938 a uzavřena v březnu 1939, se umístil na 10. místě (5. v žebříčku fotbalistů) s 1 978 hlasy.
Za Ukrajinu Lvov hrál také lední hokej (1927–1931).

### Prvoligová bilance
| Ročník             | Zápasy | Góly | Minuty | Klub            |
| ------------------ | ------ | ---- | ------ | --------------- |
| I. liga 1936/37    | 9      | 2    | 810    | SK Rusj Užhorod |
| CELKEM I. ČS. LIGA | 9      | 2    | 810    |                 |

## Trenérská kariéra
Ke konci hráčské kariéry se stal ve Spojených státech amerických hrajícím trenérem.